# Ten coupled (locomotive)

Essieux selon le système 0-10-0 (avant de la locomotive à gauche)

Ten coupled est un type de locomotive à vapeur dont les essieux ont la configuration suivante :
- Cinq essieux moteurs.

## Codifications
Ce qui s'écrit :
- 0-10-0 en codification Whyte.
- 050 en codification d'Europe continentale.
- E en codification allemande, russe et italienne.
- 55 en codification turque.
- 5/5 en codification suisse.

## Utilisation

### France

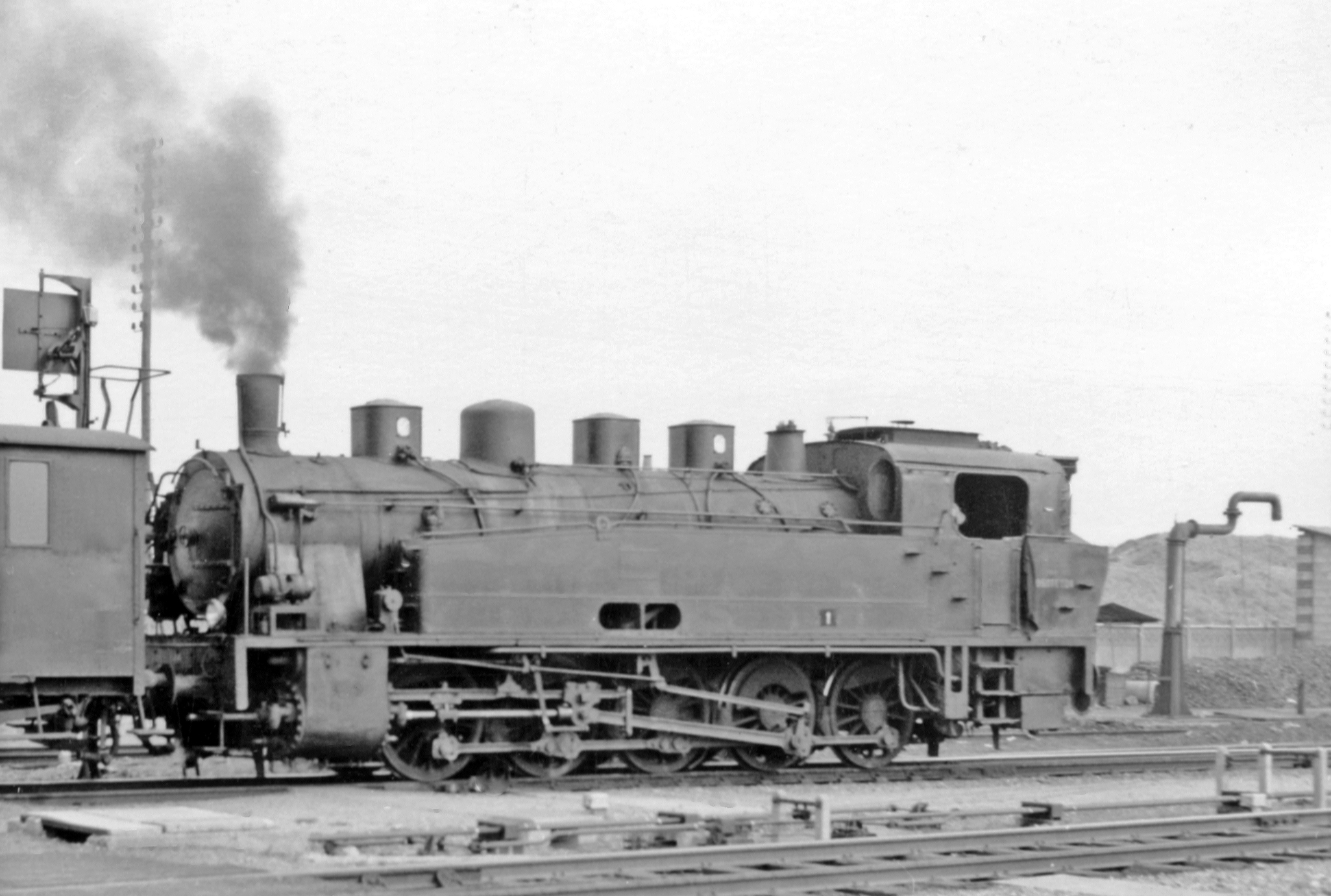
Une 050 TE ex-PO à Calais-Maritime en 1959.

Réseau de l'ALG10 AL 5401 à 5435 et 5437 à 5455 avec les 5401 à 5435 de 1912 à 1913 et les 5437 à 5455 d'origine allemande de 1918, futures : 1-050 B 401 à 435 et 1-050 B 437 à 453
T16 AL 8101 à 8112 et T16.1 AL 8113 à 8118 avec les 8101 à 8112 de 1913 et les 8113 à 8118 de 1914, futures : 1-050 TA 101 à 118
Compagnie de l'Est050 Est série 12s 5006 à 5010 de 1909 à 1913, locomotives « Armistice » futures : 1-050 A 6 à 9
Compagnie du Nord050 Nord 5551 à 5555 d'origine allemande de 1918, futures : 2-050 TA 1 à 5
050 Nord 5501 à 5525 d'origine allemande de 1918, futures : 2-050 TB 1 à 25
050 T Nord 5.526 d'origine allemande de 1918, future : 2-050 TC 1
050 T Nord 5.601 à 5.670 de 1930, futures : 2-050 TD 1 à 70
Compagnie du PLM050 PLM 5001 à 5049 et 5050 à 5070 d'origine allemande de 1918 avec les 5001 à 5049 du PLM et les 5050 à 5070 ex-PO, futures : 5 B 1 à 70 puis 1-050 B entre 502 et 570 pour 67 unités
050 PLM 5801 à 5831 d'origine allemande de 1918, futures : 5 AT 1 à 31 puis 5-050 TA 1 à 31
Compagnie du PO050 PO 5505 à 5531 d'origine allemande de 1918 avec les 5505 à 5525 qui seront mutées au PLM  en 1924, futures : 4-050 D 526 à 531 puis 1-050 B 126 et 131 pour les 2 unités survivantes
050 T PO 5501 à 5525 de 1909 à 1914, futures 4-050 TA 501 à 525 puis 2-050 TE entre 501 à 525 et 5-050 TB entre 501 et 525
Compagnie du Midi050 T Midi 5001 à 5047 de 1908 à 1914, futures : 4-050 TA 1 à 47 puis 2-050 TE entre 1 et 47 et 5-050 TB entre 501 et 525
Compagnie de l'État050 T État 50.901 à 50.912 d'origine allemande de 1918, futures : 3-050 TA 901 à 912
SNCF1-050 B entre 601 et 790 d'origine allemande de 1945 pour 182 unités
2-050 TQ 1 à 35 de 1948 à 1949
2,3,5-050 TX 1 à 38 d'origine allemande de 1945 à 1946

### Russie
C'était le standard type pour les locomotives de fret en Russie, elles furent construites par de nombreuses entreprises sous la dénomination E (en Cyrillic Э), la classe E eut de nombreuses dérivées : Em, Eg, Esh, Eu et Er.

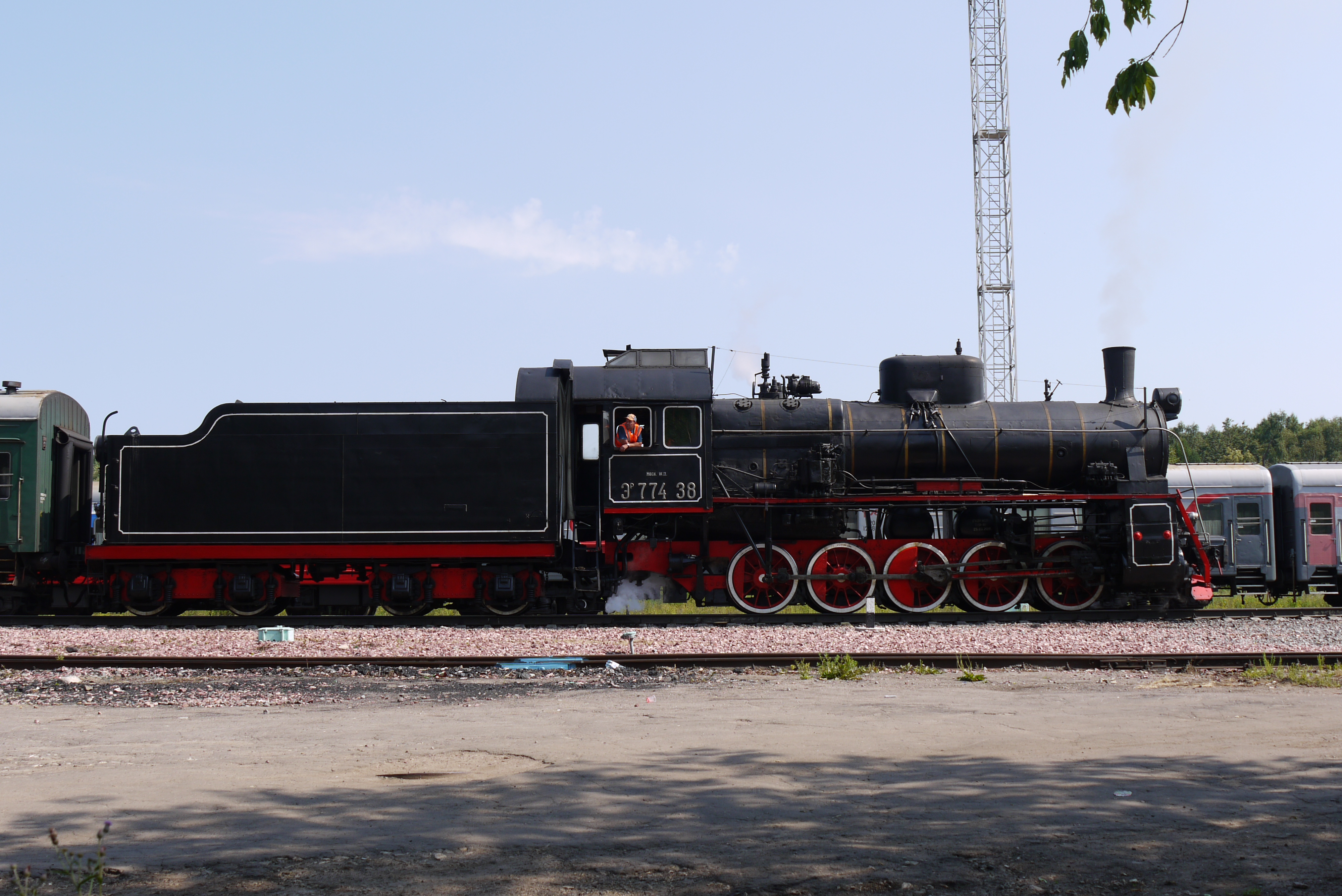
Er 774 38 0-10-0 à Moscou le 11 juillet 2010.
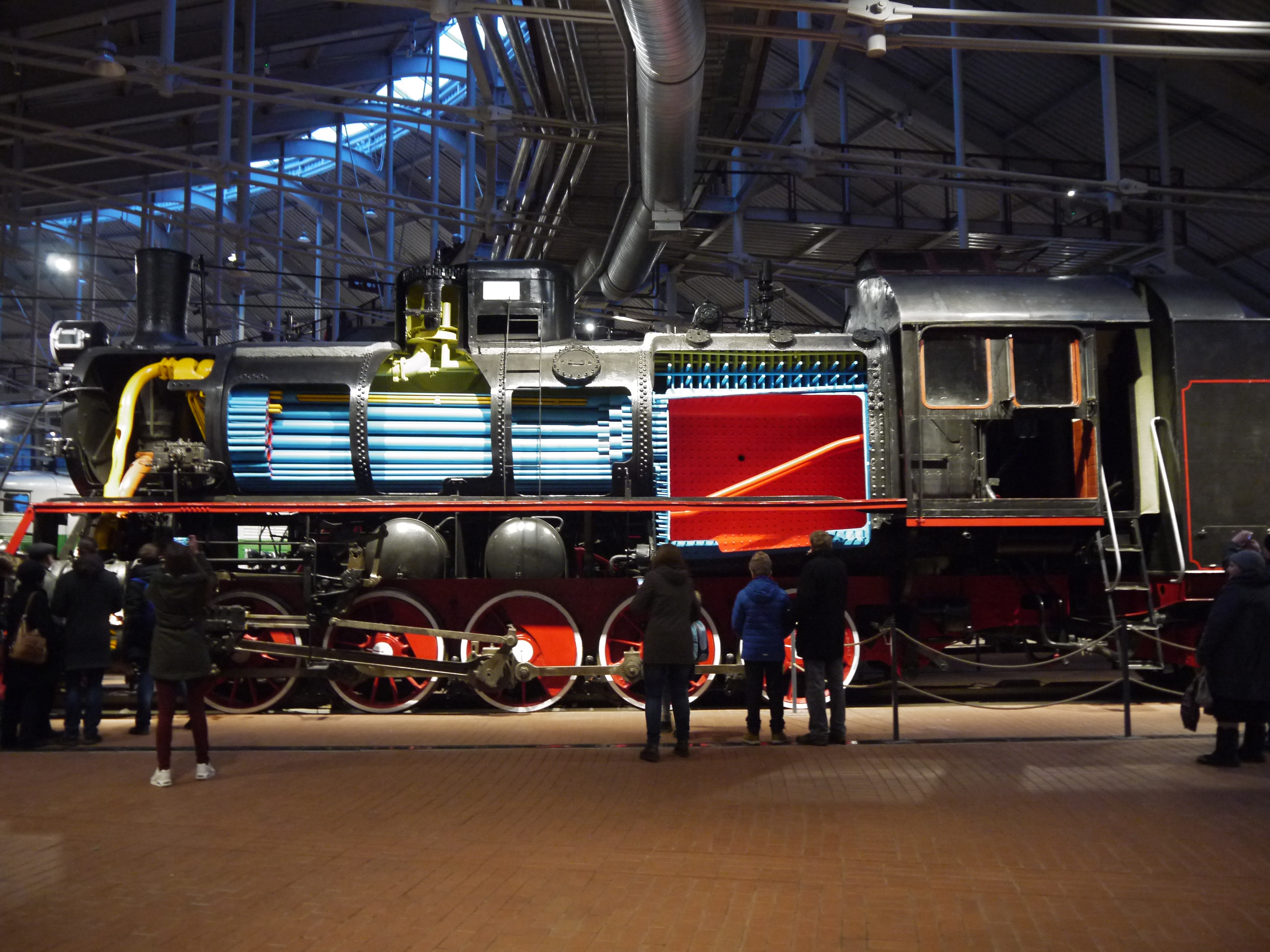
Classe Er 791-81 du Musée ferroviaire de Saint-Pétersbourg.